# Valeria Amparán
Valeria Sarahi Amparán Pizarro (Durango) es la primera boxeadora mexicana en ganar la medalla de oro en el Campeonato Mundial Juvenil de Boxeo en la categoría de la Asociación Internacional de Boxeo 2024.

## Trayectoria deportiva
La boxeadora consiguió el campeonato en la categoría de 45-48 kg al superar 4 a 1 a la uzbeka Jasmin Tokhirova en Budva, Montenegro.

## Palmarés
| Año  | Lugar            | Medalla          | Competencia                                |
| ---- | ---------------- | ---------------- | ------------------------------------------ |
| 2024 | Budva            | Medalla de oro   | Campeonato Mundial Juvenil de Boxeo        |
| 2024 | Guadalajara      | Medalla de oro   | Juegos Nacionales Conde 2024               |
| 2024 | Oaxtepec         | Medalla de oro   | Campeonato Nacional Festival Olímpico 2024 |
| 2023 | Cali             | Medalla de oro   | Campeonato Continental 2023                |
| 2023 | León             | Medalla de oro   | Campeonato Nacional Festival Olímpico 2023 |
| 2022 | Ciudad de México | Medalla de plata | Campeonato Nacional Junior                 |
| 2018 | Armenia          | 5to lugar        | Mundial Junior                             |
|      | Alicante         | Medalla de oro   | Boxam International                        |